# امپراتور سانجو
امپراتور سانجو (به ژاپنی: 三条天皇)؛ شصت و هفتمین امپراتور ژاپن بود. امپراتور سانجو در سال ۹۷۶ به عنوان دومین پسر شصت و سومین امپراتور امپراتور ری‌زی متولد شد. در ۱۶ ژوئیه ۱۰۱۱ (۱۳ ژوئن ۱۰۱۱)، او تاج و تخت را از پسر عموی خود، شصت و ششمین امپراتور ایچیجو کنار گذاشت و در ۱۳ نوامبر ۱۰۱۱ (۱۶ اکتبر ۱۰۱۱)، شصت و هفتمین امپراتور به عنوان امپراتور فعلی بر تخت نشست. او تا زمان کناره‌گیری خود در ۱۰ مارس ۱۰۱۶ (۲۹ ژانویه، سال پنجم چووا)، تنها ۴ سال و ۷ ماه (بر اساس اسناد خانواده امپراتوری ۶ سال) سلطنت کرد. اگرچه او ۲۵ سال پس از ولیعهد شدن بر تاج و تخت نشست، اما سلطنتش بسیار کوتاه بود. از سوی دیگر، او از استعداد شعر واکا برخوردار است و آثار زیادی از او باقی مانده است.